# Ekebergita
L'ekebergita és un mineral de la classe dels òxids.

## Característiques
L'ekebergita és un òxid de fórmula química ThFeNb₂O₈. Va ser aprovada com a espècie vàlida per l'Associació Mineralògica Internacional l'any 2018, i encara resta pendent de publicació. Cristal·litza en el sistema monoclínic.
Les mostres que van servir per a determinar l'espècie, el que es coneix com a material tipus, es troben conservades a les col·leccions mineralògiques del Museu Suec d'Història Natural, situat a Estocolm (Suècia), amb el número de col·lecció: nrm 20170122,i al Museu d'Història Natural de Londres (Anglaterra), amb el número de registre: bm 2017,17.

## Formació i jaciments
Va ser descoberta a les pedreres d'In den Dellen, a la localitat alemanya de Mendig (Districte de Mayen-Koblenz, Renània-Palatinat). També ha estat trobada a la mina Sineglazka, al massís de Vishnegorsky (óblast de Txeliàbinsk, Rússia).